# Фирсов, Михаил Яковлевич
Михаил Яковлевич Фирсов (Микелис (Михаилс) Фирсовс (Фирсов), латыш. Miķelis Firsovs); 28 ноября 1923, Рига — 5 сентября 1994, Рига) — советский хоккеист, нападающий.
Всю карьеру в командах мастеров провёл в рижской «Даугаве» — 11 сезонов (1950/51 — 1960/61). Был капитаном команды.
Участник хоккейного турнира I зимней Спартакиады народов СССР 1962 года в составе сборной Латвийской ССР.
Старший тренер команды «Латвияс Берзс» (1969—1973).